# Linearna kombinacija
Linearna kombinacija vektora osnovni je pojam teorije vektorskih prostora u linearnoj algebri. 
Neka je {\displaystyle V} {\displaystyle n}-dimenzionalni vektorski prostor nad poljem {\displaystyle \mathbb {F} } te neka je 
{\displaystyle v_{1},v_{2},...,v_{k}\in V,\alpha _{1},\alpha _{2},...,\alpha _{k}\in \mathbb {F} .} Tada se suma {\displaystyle \alpha _{1}v_{1}+\alpha _{2}v_{2}+...+\alpha _{k}v_{k}} naziva
linearna kombinacija vektora  {\displaystyle v_{1},v_{2},...,v_{k}}.
Unatoč svojoj jednostavnosti, pojam linearne kombinacije često se smatra ishodišnom točkom u daljnjem proučavanju vektorskih prostora i svojstava vektora.

## Linearna ljuska
Neka imamo linearno nezavisan skup vektora, iako će isto vrijediti i ako je skup linearno zavisan, {\displaystyle S=\{v_{1},v_{2},...,v_{n}\}} koji je podskup vektorskog prostora {\displaystyle V}. Skup svih linearnih kombinacija vektora {\displaystyle \alpha _{1}v_{1},\alpha _{2}v_{2},...,\alpha _{n}v_{n}} naziva se linearna ljuska ili rjeđe  linearni omotač  skupa {\displaystyle S} i označava se s {\displaystyle [S]}. Dakle, {\displaystyle [S]=\{\alpha _{1}a_{1}+\alpha _{2}a_{2}+...+\alpha _{n}a_{n}:n\in \mathbb {N} ,a_{1},a_{2},...,a_{n}\in S,\alpha _{1},\alpha _{2},...,\alpha _{n}\in \mathbb {F} \}.} Nije teško pokazati da je linearna ljuska najmanji vektorski potprostor vektorskoga prostora koji sadržava sve konačne linearne kombinacije elemenata danoga skupa vektora. {\displaystyle [S]} se naziva potprostorom generiranim ili razapetim skupom {\displaystyle S}.

## Geometrija ravnine
Linearnom kombinacijom dva bazna vektora {\displaystyle i,j} realne ravnine {\displaystyle \mathbb {R} ^{2}} dobivamo čitavu ravninu {\displaystyle \mathbb {R} ^{2}}. To je zato što se svaka usmjerena dužina, koja je zadana svojom krajnjom točkom {\displaystyle (x,y)}, može dobiti kao linearna kombinacija vektora {\displaystyle i,j}. 
To je očito kod slučaja kada su {\displaystyle i,j} jedinični vektori (orti) koji redom leže na apscisnoj i ordinatnoj osi s početnom točkom u ishodištu koordinatnog sustava. Naime, tada je svaki vektor {\displaystyle v} s krajnjom točkom {\displaystyle (x,y)} moguće prikazati kao {\displaystyle v=xi+yj}.